# ローガン郡 (ネブラスカ州)
ローガン郡（ローガンぐん、Logan County）はアメリカ合衆国ネブラスカ州に位置する郡である。2000年現在、人口は774人である。ここの郡庁所在地はステープルトンである。

## 地理
アメリカ合衆国統計局によると、この郡は総面積1,479 km2 (571 mi2) である。このうち1,478 km2 (571 mi2) が陸地で1 km2 (0 mi2) が水地域である。総面積の0.08%が水地域となっている。

## 人口動勢
2000年現在の国勢調査で、この郡は人口774人、316世帯、及び229家族が暮らしている。人口密度は1/km2 (1/mi2) である。0/km2 (1/mi2) の平均的な密度に386軒の住居が建っている。この郡の人種的構成は白人98.58%、アフリカン・アメリカン0.13%、先住民1.03%、アジア0.00%、太平洋諸島系0.00%、その他の人種0.00%、及び混血0.26%である。人口の0.90%がヒスパニックまたはラテン系である。
この郡内の住民は27.30%が18歳未満の未成年、18歳以上24歳以下が4.40%、25歳以上44歳以下が24.00%、45歳以上64歳以下が26.70%、及び65歳以上が17.60%にわたっている。中央値年齢は42歳である。女性100人ごとに対して男性は99.00人である。18歳以上の女性100人ごとに対して男性は99.60人である。
この郡の世帯ごとの平均的な収入は33,125米ドルであり、家族ごとの平均的な収入は38,958米ドルである。男性は26,250米ドルに対して女性は18,906米ドルの平均的な収入がある。この郡の一人当たりの収入 (per capita income) は14,937米ドルである。人口の10.50%及び家族の6.50%は貧困線以下である。全人口のうち18歳未満の13.10%及び65歳以上の9.60%は貧困線以下の生活を送っている。

## 村
- ガンディ (Gandy)
- ステープルトン (Stapleton)

1. ↑   Find a County, National Association of Counties 2011年6月7日閲覧。
2. ↑   American FactFinder, United States Census Bureau 2008年1月31日閲覧。